# كريستوفر كودرينغتون
كريستوفر كودرينغتون (بالإنجليزية: Christopher Codrington)‏ هو سياسي دومينيكي، ولد في 1640، وتوفي في 1698. انتخب عضو مجلس النواب لبربادوس ‏.